# Gaetano Koch

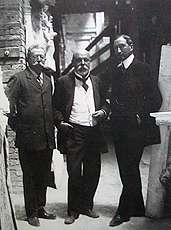
Koch (links) mit Manfredi und Pio Piacentini

Gaetano Koch (* 9. Januar 1849 in Rom; † 14. Mai 1910 ebenda) war ein italienischer Architekt des Historismus.

## Leben
Kochs Familie kam ursprünglich aus Tirol, sein Großvater war der Maler Joseph Anton Koch. Dessen Sohn Augusto aus der Ehe mit Cassandra Ranaldi war ebenfalls Maler und wurde der Vater von Gaetano. Gaetano studierte Architektur und Ingenieurwesen und fand während der Epoche des Risorgimento, nachdem Rom 1870 zur Hauptstadt des vereinten Italien geworden war, in seiner Heimatstadt ein reiches Betätigungsfeld. Koch erbaute in Rom etwa dreißig repräsentative Gebäude, zumeist für die Aristokratie und das Großbürgertum. Stilistisch orientierte er sich an den Meistern der Renaissance, etwa dem Vorbild des Palazzo Farnese.
Zu seinen Hauptwerken zählen der Palazzo Koch, Sitz der italienischen Notenbank Banca d’Italia, und die beiden halbkreisartig und symmetrisch angeordneten Gebäude an der Piazza della Repubblica (Rom).
Koch gestaltete des Weiteren den Palazzo Mengarini und den Palazzo Margherita, heute Sitz der Botschaft der Vereinigten Staaten an der Via Veneto. Gaetano Koch arbeitete viel mit seinem Bruder Ottaviano Koch zusammen. Beim Bau des Monuments für Vittorio Emanuele II war Koch Bauleiter und soll sich so verausgabt haben, dass er an einer Lungenentzündung verstarb. Gaetano Koch war verheiratet mit Matilde Fraschetti und hatte mit ihr zwei Söhne.